# Micrurus pacaraimae
Micrurus pacaraimae é uma espécie de cobra-coral, um elapídeo do gênero Micrurus. Coral bicolor descrita em 2002 e endêmica de Roraima, apresenta cerca de 23 anéis pretos simples e anéis vermelhos amplos.